# فيكتور فارونا
فيكتور فارونا (بالإنجليزية: Víctor Varona)‏، المولود في 7 يناير 1997 في المكسيك، هو ممثل وعارض أزياء كوبي-مكسيكي.
اشتهر بتمثيله في مثل الأسطورة في عام 2018 مع شخصية سيلفيريو جيل، كما شارك في سلسلة الويب داني هو؟ في عام 2019 وفي عام 2021 سافر إلى الأرجنتين ليشارك في مسلسل آخر بعنوان أسرار الصيف حيث لعب دور توني.

## وصلات خارجية
- فيكتور فارونا على موقع IMDb (الإنجليزية)
- فيكتور فارونا على موقع روتن توميتوز (الإنجليزية)
- فيكتور فارونا على موقع قاعدة بيانات الفيلم (الإنجليزية)